# Konrad Nordahl
Konrad Nordahl, född 25 september 1897 i Askøy, död 22 maj 1975 i Oslo, var en norsk fackföreningsledare och politiker. Han var ordförande för norska LO 1939–1965 och ledamot av Stortinget 1957–1965.
Nordahl blev 1913 medlem i Arbeiderpartiets ungdomsförbund. När partiet 1923 bröt med Komintern följde han flertalet i ungdomsförbundet som anslöt sig till Norges Kommunistiske Parti. Han bröt med NKP 1927 och återvände 1929 till Arbeiderpartiet. Han kom dock framförallt att bli verksam inom fackföreningsrörelsen.
Nordahl var 1931–1934 ordförande för Norsk Jern- og Metallarbeiderforbund och valdes 1935 till vice ordförande för LO (till 1957 Arbeidernes Faglige Landsorganisasjon, AFL). Han ersatte 1939 Olav Hindahl som ordförande, då denne trädde in i Johan Nygaardsvolds regering.
När Norge den 9 april 1940 attackerades av Tyskland lämnade Nordahl tillsammans med regeringen huvudstaden. Han återvände senare men nekades av ockupationsmakten att återta sin post som ordförande för LO. Efter att ha protesterat mot NS-regimen arresterades han i november 1940 men släpptes senare. Han flydde i september 1941 till Storbritannien och upprättade där ett LO-sekretariat i exil.
Nordahl behöll efter kriget ordförandeposten i LO fram till 1965, vilket gör honom till förbundets längst sittande ordförande någonsin. Han satt också två mandatperioder för i Arbeiderpartiet Stortinget (1957–1965) men avstod från att gå in i regeringen, då han prioriterade posten som LO-ordförande.